# Киники
Ки́ники (др.-греч. κῠνικοί, от κύων (собака) и/или Κῠνόσαργες (Киносарг, холм в Афинах); лат. Cynici), кини́зм — одна из наиболее значительных сократических философских школ. Её родоначальником считается Антисфен, ученик Сократа, ярким представителем — Диоген Синопский.

## Происхождение
Считающийся её основателем Антисфен Афинский, развивая принципы учителя, стал утверждать, что наилучшая жизнь заключается не просто в естественности, а в избавлении от условностей и искусственностей, в свободе от обладания лишним и бесполезным. Антисфен утверждал, что для достижения блага следует жить «подобно собаке», то есть жить, сочетая в себе:
- простоту жизни, следование собственной природе, презрение к условностям;
- умение с твёрдостью отстаивать свой образ жизни, стоять за себя;
- верность, храбрость, благодарность.

Таким образом он стремился жить сам и называл себя гапло'кюон (ἁπλοκύων, истинный пёс). От этого слова происходит название школы, кинизм  (по другой версии, название школы происходит от названия места, где находился гимнасий, в котором Антисфен вёл беседы с учениками — Киносарг, Κῠνόσαργες, «Зоркий пёс»). Эта программа Антисфена послужила основой программы всей школы, а на могиле Диогена Синопского был установлен памятник паросского мрамора со скульптурой собаки (в благодарность за то, что он «указал наипростейший путь к жизни»).

## Концепция
Когда же кто-то сообщил Антисфену, что его многие хвалят, он спросил: «Что же я сделал дурного?» (D.L. VI 3, 8).
В своей программе кинизм отталкивается от общепринятых взглядов и развивает новые, прямо противоположные существующим, пользуясь методом «негативной филиации идей» (παραχᾰράττειν τό νόμισμα, «перечеканка монеты»). Отдельные элементы, характерные для кинической этики, «носились в воздухе» и встречались, помимо Сократа, например, в философии софистов и у Еврипида. Но специфически эти идеи были оформлены как система именно школой кинизма:
- Аскесис (ἄσκησις), способность к самоотречению и перенесению трудностей. Аскесис киников — предельное упрощение; предельное ограничение своих потребностей; отстранённость от того, что не является предельно необходимым по функции человека как живого существа; «сила духа, характера».

- Апедевсия (ἀπαιδευσία), способность к освобождению от догм религии и культуры. Апедевсия киников — отстранённость от культуры и общества. Киники считают, что культура (в частности, письменность) делает знание мёртвым; таким образом, необразованность, невоспитанность и неграмотность считаются [кинической] добродетелью[4].

- Автаркия (αὐτάρκεια), способность к независимому существованию и самоограничению. Автаркия киников — независимость и самостоятельность, отказ от семьи, отказ от государства.

## Теория
Основатель школы Антисфен выступал против традиционного со времён элейской школы разделения мира на умопостигаемое («по истине») и чувственное («по мнению») бытие, и таким образом, против учения Платона о бестелесных постигаемых умом «видах», или «идеях».
Реальность общего не существует, а существуют только единичные вещи; понятие есть только слово, объясняющее то, чем вещь бывает или что она есть. Поэтому применение к отдельным предметам общих понятий невозможно; невозможно ни соединение различных понятий (в единстве суждения), ни определение понятий, ни даже противоречие — так как о вещи может быть высказано только суждение тождества (конь есть конь, стол есть стол). Учение Платона об умопостигаемых «видах» несостоятельно, так как восприятию доступен единичный, чувственно воспринимаемый экземпляр вида, но никак не самый «вид» или «идея».
В этом положении заключается принцип мудрости как практического познания блага. Мудрость состоит не в недоступном для человека теоретическом знании. Признаётся только практический разум, интегрированный с житейской мудростью; «правильная» наука считается одним из вреднейших явлений. Истинное благо может быть только достоянием каждого отдельного лица, но никак не общим для многих, а целью добродетельной жизни может быть соответственно не богатство, которое может быть разобщённым, но здоровье (спокойствие, умиротворение и тому подобное). Отсутствие общих «видов» полагает благо как отрешённость от всего, что делает человека зависимым от (иллюзорного) общего: имущества, наслаждений, искусственных и условных понятий.

## Этика
Основной задачей философии, утверждал Антисфен, является исследование внутреннего мира человека, понимание того, что является для человека истинным благом. Поэтому кинизм не создаёт абстрактных теорий, в отвлечённости от абстрактного стремится к пределу и как система представляет собой комплекс практических идеалов.
Киническая этика исходит из принципиального фронтального отрицания и неприятия морального кодекса среднего индивида. Такая этика, прежде всего, негативна, «перечёркивает» общепринятые ценности и требует «отучения от зла», то есть разрыва с устоявшимися нравственными нормами. Концепция кинической добродетели сводится таким образом к четырём положениям:
- Натурализм, исходящий из приоритета природы; не из природы-максимума, а из природы-минимума, полагающий низший уровень потребностей и только экономно-необходимую норму потребления.
- Субъективизм, основанный на «свободе воли»; на силе духа, характера, способности к независимому существованию, самоограничению, самоотречению, перенесению трудностей, освобождению от пут религии, государства, семьи и тому подобного.
- Индивидуализм, ориентирующий поведение человека на достижение независимости от общества, которое налагает на него чуждые ему и враждебные обязанности, индуцирующие чуждые ему свойства.
- Эвдемонизм, рассматривающий счастье как цель стремлений человека[5].

Таким образом этический идеал кинизма формируется как:
- крайняя простота, граничащая с докультурным состоянием;
- презрение ко всем потребностям, кроме основных, без которых сама жизнь была бы невозможна;
- насмешка над всеми условностями;
- демонстративная естественность и безусловность личной свободы.

Как сумма, в центре кинической философии находится человек с его естественными заботами. Киник ищет норму в природе человека как вида и индивида, и не ждёт божественных указаний для решения собственной жизни. При этом индивидуалистический протест киников не вырождается в эгоизм, готовый удовлетворять эго одного за счёт других. Индивидуализм киников приводит к принципу внутренней свободы, которая добывается борьбой с самим собой, но не с «социальным злом». Таким образом, отрицание киников не являлось нигилизмом.

## Практика
Будучи философией «практической этики», кинизм предполагает, что главным инструментом манифестации этического идеала будет повседневная жизнь его представителей. Основатель школы Антисфен полагал, что добродетели можно научить. В этом отношении Антисфен первым стал вести образ жизни, искусственно подчёркивающий и выделяющий элементы кинической программы на фоне активности общей массы, и имеющий нарочито-демонстративный характер.
Антисфен первым сделал внешними признаками кинической школы такие атрибуты, как сложенный вдвое плащ, который киники носили в любую погоду, посох (чтобы ходить по дорогам и отбиваться от врагов) и сума для подаяний. Образ мудреца вообще, созданный Антисфеном, был далее развит в стоицизме, а по созданному им образу киника (в частности, короткий двойной плащ на голое тело, длинная борода, посох, нищенская сума) киников опознавали на протяжении всей античности.
Особую известность в этом отношении приобрёл ученик Антисфена Диоген Синопский, прославившийся невозмутимой последовательностью, с которой он осуществлял развиваемый им этический идеал. В своих беседах и повседневной жизни Диоген вёл себя как маргинальный субъект, эпатирующий ту или иную аудиторию; но не столько с целью оскорбления или унижения её, сколько из потребности обратить внимание на собственную программу.
Так как кинизм по существу представлял собой благодатную почву для маргинального поведения, вовсе не связанного с философской программой, в среде киников оказалось немало субъектов, расположенных к решению проблем личной рутины посредством антиобщественного поведения. Отсюда неудивительна традиция критики и осмеяния киников, которая сложилась уже во времена основания школы, при Антисфене и Диогене. (Характерно, позднейший термин «цинизм» произошёл от названия школы «кинизм».) Тем не менее, справедливо замечание многих исследователей, считающих, что нарочитую эпатажность и маргинальность считать основной характеристикой всей школы не следует.
Особенную популярность кинизм приобретает в постклассическую эпоху, в период эллинизма, когда большинство исконно демократических греческих полисов теряют независимость и вынуждены подчиняться чужому и чуждому влиянию. В такой обстановке кинизм со своим пренебрежением и отторжением превозносимого, почитаемого и уважаемого остаётся единственным средством самоутешения для многих людей, лишаемых теперь того, что составляло сущность их жизни.

Как отмечает Полина Гаджикурбанова, Эпиктет, описывая истинного киника, обрядит его в стоические одежды и сделает «сам запылённый вид его… чистым и привлекательным».
Голодные, заросшие, оборванные киники жили в заброшенных домах, пустых пифосах, переходили с единственной сумой за плечами из города в город, проповедуя своё учение и случайным попутчикам, и толпам в больших городах. Однако распространение кинизма в эллинистический период приводит в целом к утрате характерных «острых» элементов программы. Киническая традиция эллинистического периода представлена фигурами, известными скорее своей литературной деятельностью, чем строгостью соблюдения кинического образа жизни. Из них наиболее значимы Бион Борисфенит (III в. до н. э.), создатель кинического литературного жанра диатрибы, и Менипп Гадарский (середина III века до н. э.), творец «менипповой сатиры».

## Киническая литература
В своей литературной практике, на первых порах воспринимая и пародируя старые виды и жанры, киники выступили затем с отрицанием установившихся канонов, соединяли различные стили не боясь разрушить «единство» стиля собственного. В литературный язык вводили просторечия и вульгаризмы; в прозу — приёмы поэтической речи и стихи; утверждали принцип «серьёзно-смешного», преподнося читателю под видом развлечения и отвлечения «горькую правду жизни».
Смешение разнородного — один из принципов кинической эстетики; эта особенность кинического стиля свидетельствовала о кризисе классической «чистой» эстетики. Выше всего ценя «свободу слова», киники ценили сатиры более прочего. Принцип «естественности» в литературе приводил их нередко к физиологическому натурализму; в мифологии, художественной и народной словесности киники всегда искали поучение, аллегорию, «скрытый смысл», видя в раскрытии последнего главную задачу своей дидактики.
Все кинические жанры (диатриба, мениппова сатира, апофтегма, хрия, письма и др.) полны «примеров». Это свойство кинической литературы связано с сущностью кинизма, предпочитавшего практику, конкретное дело отвлечённым спекуляциям и дедукции. Воспитательную силу живого примера кинизм ставит выше самых красноречивых слов. Поэтому у киников напр. не пользовался популярностью жанр философского трактата. Систему своих взглядов они выводили из конкретных поступков и линии поведения исторических героев и «антигероев» (Геракл, Сократ, Диоген, Крёз, Сарданапал, Александр, Ксеркс и др.). Такой методологией пользовалось и раннее христианство, строя свою философию на житиях и деяниях Христа и апостолов.

## Влияние
Идеи кинической этики обнаруживают свою силу ещё в III в до н. э. Киническое учение послужило непосредственным источником стоицизма, в котором был смягчён кинический ригоризм в отношении социальных норм и установлений. Среди кинических подражателей мы встречаем имена многих выдающихся философов-моралистов и поэтов-сатириков (Зенон, Эпиктет, Сенека, Мусоний Руф, Дион Хрисостом, Филон, Варрон, Луцилий, Персий, Ювенал, Гораций, Петроний, Плутарх, Лукиан, Юлиан и другие).
Образ жизни киников оказал влияние на оформление христианского аскетизма, в особенности таких его форм как юродство и странничество.
В историю европейской культуры, при всей парадоксальности и скандальности своей практики и философии, киники вошли как выдающийся пример человеческой свободы и моральной независимости. Они воплотили в себе образ величия духа, пренебрегающего соблазнами чувственной жизни, социальными условностями, тщеславными иллюзиями власти и богатства.
Сохранили и развили традицию философской провокации материалисты Нового Времени, не избежав естественной трансформации «подлинного» кинизма; «голая истина» Диогена трансформируется в культурную революцию; киническое презрение к богатствам, государству и власти превращается у Ницше в «волю к власти», философское обоснование власти. Кинизм нашёл своё отражение и в философии жизни Шопенгауэра, в его учении о бессмысленности и тотальности жизни, а также в способах Шопенгауэра освобождаться от этой тотальности в искусстве и аскетизме.
Экзистенциализм заимствует у кинизма идею противопоставления социального и индивидного бытия, радикальную разорванность этих сфер. Тайна человеческого поведения состоит в его абсолютной необусловленности, спонтанности, индетерминизме. Провокационные акции киников продолжились в леттризме и ситуационизме, ознаменовав начало массового распространения вызывающе-асоциального поведения, присущего контркультуре XX века.

## Известные киники
- Антисфен
- Бион Борисфенит
- Диоген
- Гиппархия
- Керкид
- Кратет Фиванский
- Менедем (киник)
- Менипп Гадарский
- Метрокл из Маронии
- Моним

## Анекдоты
- Антисфен на вопрос, почему он так суров с учениками, отвечал: «Врачи тоже суровы с больными». Когда его попрекали, что он водится с дурными людьми, он отвечал: «Врачи тоже водятся с больными, но сами не заболевают» (эту мысль развил и довёл до предела Диоген, который в ответ на аналогичные вопросы заявлял: «Солнце тоже светит в помойные ямы, но от этого не оскверняется»).

- Когда Платон рассуждал об идеях и изобретал названия для «стольности» и «чашности», Диоген сказал: «А я вот, Платон, стол и чашу вижу, а стольности и чашности не вижу», на что Платон, в должном духе противоречия, ответил: «Это понятно, чтобы видеть стол и чашу, нужны глаза, которые у тебя есть; а чтобы видеть стольность и чашность, нужен разум, которого у тебя нет».

- Рассказывают, что когда Александр Македонский пришёл в Аттику, то, разумеется, захотел познакомиться с прославленным философом, как и многие прочие. Он нашёл Диогена в Крании (в гимнасии неподалёку от Коринфа), когда тот грелся на солнце. Александр подошёл к нему и сказал: «Я — великий царь Александр». «А я, — ответил Диоген, — собака Диоген». «И за что тебя зовут собакой?» «Кто бросит кусок — тому виляю, кто не бросит — облаиваю, кто злой человек — кусаю». «А меня ты боишься?» — спросил Александр. «А что ты такое, — спросил Диоген, — зло или добро?» «Добро», — сказал тот. «А кто же боится добра?» Наконец, Александр сказал: «Проси у меня чего хочешь». «Отойди, ты заслоняешь мне солнце», — сказал Диоген и продолжил греться. Говорят, что Александр якобы даже заметил: «Если бы я не был Александром, то хотел бы стать Диогеном».

- Софисту, который силлогизмом доказал ему, что он имеет рога, Диоген ответил, пощупав свой лоб: «Что-то я их никак не найду». Таким же образом, когда кто-то утверждал, что движения не существует, он вставал и начинал ходить. А рассуждавшего о небесных явлениях он спросил: «И как давно ты спустился с неба?»

- Кратет Фиванский, чтобы приучить себя к смирению, ввязывался в склоки: «блудниц он бранил неустанно, приучая этим и себя терпеть поношения». Некого Никодрома, кифареда, в одной склоке он довёл до того, что тот разбил ему лоб; тогда Кратет положил на рану повязку с надписью: «Никодромов опус». А однажды, заступаясь за кого-то перед начальником гимнасия, он ухватил того за ляжки; тот возмутился, а Кратет сказал: «Как? Разве это у тебя не всё равно, что колени?» — насмехаясь также над греческим обычаем умоляя касаться колен собеседника. В Фивах начальник гимнасия за подобную выходку Кратета выпорол, и, когда его уже тащили за ноги, Кратет как ни в чём не бывало продекламировал строку из «Илиады»: «Ринул, за ногу схватив, и низвергнул с небесного прага» (причисляя себя, таким образом, к сонму божеств).

## Изречения
Изречения Антисфена:
- Труд есть благо (в пример Антисфен приводил из эллинов Геракла с его двенадцатью подвигами, из варваров — Кира, трудолюбие которого описано Ксенофонтом в «Киропедии», давая понять, что его современникам и землякам до этого блага далеко).
- Лучше попасться стервятникам, чем льстецам; те пожирают мёртвых, эти — живых (вообще любимая древними игра слов: κόραξ и κόλαξ, «ворон» и «льстец»).
- Как ржавчина съедает железо, так завистников пожирает их собственный нрав.
- Те, кто хочет обрести бессмертие, должны жить благочестиво и справедливо.
- Братская близость единомыслящих крепче всяких стен.
- В дорогу надо запасаться [только] тем, чего не потеряешь даже при кораблекрушении.
- Сдержанность нужнее тем, кто слышит о себе дурное, чем тем, в кого бросают камнями.
- Все, кто стремится к добродетели, между собой друзья.
- Не пренебрегай врагами: они первые замечают твои погрешности.
- Нелепо, отвеивая мякину от хлеба и исключая из войска слабых воинов, не освобождать государство от дурных граждан.
- Добродетель для мужчины и женщины — одна.
- Что блаженнее всего для человека? Умереть счастливым.
- Какая наука самая необходимая? Наука забывать ненужное.
- Как стать прекрасным и добрым? Узнать от сведущих людей, что надо избавляться от пороков, которые в тебе есть.

Элементы «антиобщественной» программы Антисфена:
- Безвестность есть благо.
- В общественной жизни мудрец руководствуется не общепринятыми законами, а законами добродетели.
- Справедливого человека цени больше, чем родного.

Элементы индивидуальной программы Антисфена:
- Для мудреца нет ничего чуждого и недоступного.
- Мудрец женится, чтобы иметь детей, притом от самых красивых женщин.
- Мудрец не будет избегать любовных связей — ибо только мудрец знает, кого стоит любить.

Сохранились высказывания Антисфена, которые были подхвачены последующими школами как этический образец:
- Чтобы быть счастливым, достаточно быть добродетельным; научить добродетели человека возможно.
- Добродетель проявляется в поступках и не требует ни обилия слов, ни обилия знаний; все, кто стремится к добродетели, между собой друзья.
- Своими соратниками нужно делать людей мужественных и справедливых; лучше сражаться среди немногих хороших против множества дурных, чем среди многих дурных против немногих хороших.
- Всё дурное считай себе чуждым.
- Понимание, разумение, знание суть незыблемое; их не сокрушить силой, не одолеть изменой; они должны быть сложены из неопровержимых/доказанных суждений.